# Antirrio
Antirrio (in greco Αντίρριο?) è un ex comune della Grecia nella periferia della Grecia Occidentale (unità periferica dell'Etolia-Acarnania) con 2.375 abitanti secondo i dati del censimento 2001.
È stato soppresso a seguito della riforma amministrativa, detta Programma Callicrate, in vigore dal gennaio 2011 ed è ora compreso nel comune di Nafpaktia.

## Località
Antirrio è suddiviso nelle seguenti comunità (i nomi dei villaggi tra parentesi):
- Antirrio (Antirrio, Karaoulia, Myrtia, Spartorachi)
- Makyneia (Makyneia, Agios Polykarpos, Agrapidokampos, Riza)
- Molykreio (Molykreio, Ano Platanitis, Fragkaiika)